# Эдди, Роберт
Ро́берт Э́дди (англ. Robert Addie; 10 февраля 1960 — 20 ноября 2003) — британский актёр.

## Биография
Родился 10 февраля 1960 года. После окончания колледжа занимался профессиональной игрой в поло и работал тренером по верховой езде.
В 1976 году он начал играть в Национальном молодёжном театре Майкла Крофта в Лондоне.
Через некоторое время Роберт снялся в картине с участием Ричарда Бёртона «Отпущение грехов» (Absolution) — это была его первая роль в кино.
Проучившись один год в Королевской академии драматического искусства, Роберт Эдди оставил учёбу, чтобы сыграть роль Мордреда в фильме Джона Бормана «Экскалибур» (Excalibur). Затем он снялся во многих картинах на телевидении и в кино, самыми знаменитыми из которых были «Робин из Шервуда» (Robin of Sherwood) и «Другая страна» (Another Country).
В 1989 году Роберт Эдди оставил актёрскую работу по личным мотивам.
После нескольких лет жизни в США и Испании он вернулся в Англию и снова приступил к работе в 1995 г., играя в театрах на юге Англии, а также снова приступил к работе на телевидении и в кино. Его лучшие поздние работы — роли в фильмах «Новые приключения Робин Гуда» (The New Adventures of Robin Hood), «Рыцарь в Камелоте» (A Knight in Camelot), «Мария, мать Иисуса» (Mary, Mother of Jesus). Небольшая роль в широко известном фильме «Интим» стала его последней работой в кино.
Роберт Эдди жил на своей родине в Глостершире, проводя свободное время за чтением книг и игрой в гольф.
Он отец троих детей, был женат и разведён три раза.
Свободно говорил по-испански и довольно неплохо по-французски, был знатоком лошадей, замечательным фехтовальшиком и стрелком из лука.
Роберт Эдди скончался 20 ноября 2003 года после короткой борьбы с раком лёгких, в возрасте 43 лет.

## Фильмография
- 1978 — Отпущение грехов / Absolution … Cawley
- 1979 — / «Horse in the House» … Johnson (2 эпизода)
- 1981 — / «Barriers» … Spike (3 эпизода)
- 1981 — / «Bognor» … Willy Wimbledon (7 эпизодов)
- 1981 — Экскалибур / Excalibur … Mordred
- 1981 — / «Smuggler» … Scott-Ponsonby (1 эпизод)
- 1981 — / «ITV Playhouse» … Chris (1 эпизод)
- 1982 — / Midnight Feast (ТВ)
- 1982 — / «Stalky & Co.» … Stalky (6 эпизодов)
- 1983 — / All for Love (ТВ)
- 1983 — / Robin Hood and the Sorcerer (ТВ) … Sir Guy of Gisburne
- 1983 — / «Andy Robson» … George Grieve (1 эпизод)
- 1983 — / «All for Love» (1 эпизод)
- 1984 — / The First Olympics: Athens 1896 (ТВ) … Grantly Goulding
- 1984 — Другая страна / Another Country … Delahay
- 1984 — / «The Brief» (телесериал) … British Officer
- 1985 — / Dutch Girls (ТВ) … Cone
- 1986 — / «Ladies in Charge» … Hugo (1 эпизод)
- 1984—1986 — Робин из Шервуда / «Robin of Sherwood» … Гай Гисборн (21 эпизод)
- 1986 — Возвращение Шерлока Холмса / «The Return of Sherlock Holmes» … Mr Murray (1 эпизод)
- 1987 — / «Lost Belongings» (ТВ мини-сериал) … Capt. Teddy Riddell
- 1987 — Я покорю Манхэттен / «I’ll Take Manhattan» (ТВ мини-сериал) … Sir Charles Kirkgordon
- 1987 — / «Pulaski» … Townsend (1 эпизод)
- 1987 — / A Hazard of Hearts (ТВ) … Lord Peter Gillingham
- 1988 — / «The Bill» … Julian Pembridge (1 эпизод)
- 1988 — / Starlings (ТВ) … Guy
- 1988—1989 — / «Crossbow» … Arris / … (4 эпизода)
- 1989 — Красный карлик / «Red Dwarf» … Gilbert (1 эпизод)
- 1990 — Бесконечная игра / The Endless Game (ТВ) … Second Blond Youth
- 1994 — Красный карлик / Red Dwarf: Smeg Ups (V) (also archive footage) … Gilbert/Himself
- 1995 — Красный карлик / Red Dwarf: Smeg Outs (V) (also archive footage) … Gilbert/Himself
- 1997 — Ноев ковчег (телесериал, 1997) / «Noah’s Ark» … Sir Robert Clifton (1 эпизод)
- 1997 — Новые приключения Робин Гуда / «The New Adventures of Robin Hood» … Groliet (1 эпизод)
- 1998 — Великий Мерлин / Merlin (ТВ) … Sir Gilbert
- 1998 — / «Bugs» … Gen. Russell (2 эпизода)
- 1998 — Рыцарь в Камелоте / A Knight in Camelot (ТВ) … Sir Sagramour
- 1999 — Капитан Джек / Captain Jack … Helicopter Pilot
- 1999 — Мария, мать Иисуса / Mary, Mother of Jesus (ТВ) — Понтий Пилат
- 2000 — / «Monarch of the Glen» … Andersson (1 эпизод)
- 2000 — / Lorna Doone (ТВ) (uncredited) … King James II
- 2001 — Интим / Intimacy … Bar owner